# Копцева, Ирина Константиновна
Ири́на Константи́новна Ко́пцева (1974—1999) — российская спортсменка, заслуженный мастер спорта (подводное ориентирование).

## Биография
Ирина родилась в 1974 году в Воронеже.
В 1995 году окончила Воронежский государственный институт физической культуры и спорта, а в 1997 году стала заслуженным мастером спорта по подводному ориентированию.
Ирина Копцева является обладательницей 144 медалей разного достоинства (только в официальных соревнованиях среди взрослых — мир, Европа, СССР, Россия), 4 раза становилась чемпионкой мира. Троекратная чемпионка Европы (1995, 1997), победительница 23 этапов Кубка мира (1992—1999).
21 октября 1999 года Ирина Копцева погибла в автокатастрофе.